# Scheuerbeständigkeit
Scheuerbeständigkeit ist die Widerstandsfähigkeit eines textilen Flächengebildes (z. B. Möbelstoffe, Polsterstoffe) gegen eine Scheuerbeanspruchung unter bestimmten Bedingungen, die nach der Veränderung des Warenbilds oder signifikanten Eigenschaften beurteilt wird. Sie wird in Scheuertests ermittelt, ebenso wie die Abriebfestigkeit einer Farbe oder einer Tapete.

## Möbel- und Polsterstoffe
Nach der Martindale-Methode werden ein Teststoff und ein Gewebe aneinander gescheuert. Die Scheuerbeständigkeit wird in Scheuertouren angegeben. Scheuertouren gelten als Einheit wie z. B. Gramm oder Zentimeter. Je höher die Anzahl der Touren, desto strapazierfähiger der Stoff. Folgende Scheuertouren werden empfohlen:
- 10.000 Scheuertouren für private Haushalte bei weniger Gebrauch
- 15.000 Scheuertouren für private Haushalte bei regelmäßigen Gebrauch
- 20.000 Scheuertouren für öffentliche Umgebungen bei regelmäßigen Gebrauch
- 30.000 Scheuertouren für öffentliche Umgebungen bei intensivem Gebrauch
- 40.000 Scheuertouren für öffentliche Umgebungen bei sehr starkem Gebrauch

Ein Stoff auf einer weichen Polsterung besitzt zudem eine größere Widerstandsfähigkeit gegenüber Abnutzung als derselbe Stoff auf einer harten Polsterung.

## Farben
Die Nassabriebbeständigkeit von Kunststoffdispersionsfarben und anderen wasserhaltigen Farben für den Innenbereich ist seit dem 1. November 2001 in der DIN-Norm DIN EN 13 300 festgelegt. Danach wird der Schichtdickenverlust nach 200 Streichhüben gemessen und das Ergebnis in Mikrometer angegeben:
- Klasse 1: Dickenverlust unter 5 Mikrometer
- Klasse 2: Dickenverlust 5 bis 20 Mikrometer
- Klasse 3: Dickenverlust 20 bis 70 Mikrometer
- Klassen 4 und 5: Dickenverlust über 70 Mikrometer.

Vorher wurde die Haltbarkeit der Farbe als Scheuer- oder Waschbeständigkeit bezeichnet. Sie wurde mit einer genau definierten Bürste getestet, bis der Untergrund durchschien.
- Als Scheuerfest bezeichnete Farbe musste etwa 5.000 Scheuerbewegungen aushalten,
- waschfeste Farbe etwa 1.000 Scheuerbewegungen.

## Tapeten
Bei Tapeten weisen Symbole auf die Wasch- und Scheuerbeständigkeit hin. Symbole mit einer oder mehreren Wellen zeigen die Wasserbeständigkeit an, wobei drei Wellen eine hochwaschbeständige Tapete signalisiert, die auch  mit einer leichten Seifenlauge abgewaschen werden kann.
Die Scheuerbeständigkeit wird zusätzlich zur Welle mit einer Bürste symbolisiert. Auch hier gilt: je mehr Wellen, desto scheuerbeständiger die Tapete.
„Bei hochscheuerbeständigen Tapeten kann fast jeglicher Fleck entfernt werden.“

## Klassifizierung
Eine genormte Klassifizierung gibt es nicht. Synthetische Stoffe sind aber meist scheuerbeständiger als Naturmaterialien.

## Auswirkungen auf die Umwelt
Laut einer Studie, die im Fachjournal „Environment Science and Technology“ veröffentlicht wurde reiben Waschmaschinen mehr als 1.900 Mikropartikel  – im Durchmesser kleiner als ein Millimeter  – pro Waschgang von Fleece-Stoffen aus Polyester- und Acryltextilfasern ab. Sie werden nicht in Kläranlagen zurückgehalten. Gelangen diese Mikropartikel über Abwässer ins Meer, so bilden sie einen Teil des Plastikmülls in den Ozeanen. Derartige Partikel wurden weltweit im Sediment von 18 Stränden gefunden, keine einzige Probe war frei davon.